# Thomas Schwab
Pour les articles homonymes, voir Schwab.
Thomas Schwab, né le 20 avril 1962 à Berchtesgaden, est un lugeur ouest-allemand.

## Carrière
En double avec son coéquipier Wolfgang Staudinger, Thomas Schwab est premier au classement de la coupe du monde 1986-1987 et prend la troisième place des championnats du monde 1987. Ils remportent également la médaille de bronze aux Jeux olympiques d'hiver de 1988, à Calgary au Canada, et sont champions d'Europe en double et par équipe la même année. Après sa carrière, Schwab entreprend des études de sport à Cologne. Il est ensuite entraîneur national allemand dès 1994 avec beaucoup de succès, puisque ses athlètes remportent au total plus de 100 médailles dans les grandes compétitions,. En 2008, il est nommé secrétaire général et directeur des sports à la Fédération allemande de bobsleigh et de luge.